# 和算
和算是日本的傳統數學（算學），廣義的和算指西方數學傳入之前日本發展的數學，狹義則專指江户时代由數學家關孝和发展起来的一种数学。其深受中國算學影響，成就包括一些很优秀的行列式和微积分的成果。
日本在飛鳥時代受中國唐朝影響，頒佈《大寶律令》後實行律令制，設大學寮，算學為科目之一，稱為算道。後來算道衰落，和算不再是顯學，變成家傳學問。至江戶時代吉田光由參照中國明代算學典籍《算法統宗》編寫《塵劫記》，令算學在日本重新得到重視。後期的關孝和更將算學發揚光大。至明治時代，西方數學體系取代了和算，現在和算主要作為傳統藝能保留、傳承，當中使用算盤的珠算更發展成珠算式心算。

## 工具
和算的傳統工具是算木和算盤，使用算木和算盤的計算方法分別是籌算和珠算。

## 文化
古代日本人解決了數學問題後，會去神社或佛寺參拜酬謝神恩，並奉上寫上問題解法的的繪馬作為祭品，稱為算額。